# Qualificazioni al campionato europeo maschile under 21 di calcio 2021 - Gruppo 5

## Classifica
| Squadra  | P.ti | G  | V | N | P | F  | S  | DR  |
| -------- | ---- | -- | - | - | - | -- | -- | --- |
| Russia   | 23   | 10 | 7 | 2 | 1 | 22 | 4  | +18 |
| Polonia  | 20   | 10 | 6 | 2 | 2 | 19 | 8  | +11 |
| Bulgaria | 18   | 10 | 5 | 3 | 2 | 14 | 5  | +9  |
| Serbia   | 12   | 10 | 3 | 3 | 4 | 12 | 9  | +3  |
| Estonia  | 5    | 10 | 1 | 2 | 7 | 3  | 34 | -31 |
| Lettonia | 4    | 10 | 0 | 4 | 6 | 7  | 17 | -10 |

## Risultati
| Arbitro: | Milovan Milačić |

|  |           |                                   |
|  | Marcatori | 15’, 48’, 65’ Jordanov 39’ Ivanov |

| Arbitro: | Admir Šehović |

|  |           |             |
|  | Marcatori | 29’ Klimala |

| Arbitro: | Manfredas Lukjancukas |

|            |           |  |
| Diveev 20’ | Marcatori |  |

| Arbitro: | Rohit Saggi |

|                                                       |           |  |
| Płacheta 6’ Fila 65’ Jóźwiak 80’ Dziczek 90+4’ (pen.) | Marcatori |  |

| Arbitro: | Keith Kennedy |

|           |           |           |
| Adžić 57’ | Marcatori | 10’ Regža |

| Sofia 10 settembre 2019 | Bulgaria     | 0 – 0 referto | Russia | Stadio Slavia (1,800 spett.)\| Arbitro: \| Urs Schnyder \| |
| Arbitro:                | Urs Schnyder |               |        |                                                            |

| Arbitro: | Pavel Orel |

|                            |           |                                 |
| Utkin 25’ Sulejmanov 90+1’ | Marcatori | 10’ (o.g.) Diveev 45+1’ Klimala |

| Arbitro: | Giorgi Kruashvili |

|  |           |                |
|  | Marcatori | 87’ Stuparević |

| Arbitro: | Rauf Jabarov |

|                       |           |           |
| Soomets 11’ Valge 24’ | Marcatori | 18’ Regža |

| Riga 15 ottobre 2019 | Lettonia      | 0 – 0 referto | Bulgaria | Skonto Stadium (350 spett.)\| Arbitro: \| Marcel Birsan \| |
| Arbitro:             | Marcel Birsan |               |          |                                                            |

| Arbitro: | João Pinheiro |

|            |           |  |
| Bogusz 79’ | Marcatori |  |

| Arbitro: | Nikolas Neokleous |

|  |           |                                                                     |
|  | Marcatori | 26’ (pen.) Čalov 35’ Glušenkov 65’ Glebov 69’ Krugovoj 75’ Kalugini |

| Arbitro: | Morten Krogh |

|                       |           |  |
| Diveev 9’ Umjarov 65’ | Marcatori |  |

| Arbitro: | Yaroslav Kozyk |

|                              |           |  |
| Yordanov 43’ Ivanov 51’, 61’ | Marcatori |  |

| Arbitro: | Nathan Verboomen |

|                                                              |           |  |
| Luka Ilić 12’ Joveljić 20’, 52’, 61’ Ivan Ilić 38’ Tedić 87’ | Marcatori |  |

| Arbitro: | Juan Martínez Munuera |

|  |           |                         |
|  | Marcatori | 8’ Čalov 44’ Sulejmanov |

| Arbitro: | Gai Leibovitz |

|                    |           |                              |
| Liepa 8’ Regža 17’ | Marcatori | 51’ Maśović 67’ (rig.) Adžić |

| Arbitro: | Petri Viljanen |

|  |           |                                                               |
|  | Marcatori | 5’, 19’ Bogusz 16’ Klimala 35’ Kamiński 48’ Gumny 82’ Tomczyk |

| Arbitro: | Arda Kardeşler |

|                         |           |  |
| Glušenkov 2’ Diveev 66’ | Marcatori |  |

| Arbitro: | Goga Kikacheishvili |

|           |           |              |
| Regža 62’ | Marcatori | 54’ Reinkort |

| Arbitro: | Kevin Clancy |

|             |           |  |
| Dziczek 62’ | Marcatori |  |

| Arbitro: | Espen Eskås |

|                 |           |                         |
| Ilić 87’ (pen.) | Marcatori | 45+1’ Iliev 65’ Krastev |

| Arbitro: | Antonio Nobre |

|                                             |           |  |
| Villota 8’ Kučaev 13’ Čalov 21’ (pen.), 40’ | Marcatori |  |

| Arbitro: | Viktor Shimusik |

|            |           |  |
| Ivanov 67’ | Marcatori |  |

| Arbitro: | Bram Van Driessche |

|             |           |  |
| Nikolić 11’ | Marcatori |  |

| Jūrmala (Lettonia) 13 ottobre 2020 | Estonia         | 0 – 0 referto | Serbia | Slokas Stadium (0 spett.)\| Arbitro: \| Paul McLaughlin \| |
| Arbitro:                           | Paul McLaughlin |               |        |                                                            |

| Arbitro: | Roomer Tarajev |

|              |           |                                                     |
| Lūsiņš 90+3’ | Marcatori | 28’ Kučaev 51’ REvgen'ev 55’ Lesovoy 85’ Lomovickij |

| Arbitro: | Allard Lindhout |

|          |           |              |
| Bida 66’ | Marcatori | 41’ Dimitrov |

| Arbitro: | Walter Altmann |

|                                  |           |  |
| Kotev 28’ Tombak 30’ Krastev 88’ | Marcatori |  |

| Arbitro: | Dragan Petrovi |

|                                   |           |           |
| Białek 48’ Kiwior 61’ Klimala 71’ | Marcatori | Regža 89’ |